# Tauentzienstraße
La Tauentzienstraße - dai berlinesi spesso chiamata der Tauentzien, il Tauentzien - è una strada nei quartieri berlinesi di Charlottenburg e Schöneberg. Collega le piazze Wittenbergplatz e Breitscheidplatz ed è considerata il prolungamento del Kurfürstendamm, con cui condivide la forte vocazione commerciale.
È parte del Generalszug ed è dedicata al generale prussiano Bogislav Friedrich Emanuel von Tauentzien.
La strada fu impostata, nella sua realizzazione, sul modello dei viali parigini. La striscia centrale, oggi adibita a superficie verde, serviva originariamente come spartitraffico e sede tramviaria.
È una delle strade più frequentate di Berlino, anche per lo shopping. Ai due estremi della strada sorgono due importanti edifici commerciali, il KaDeWe all'angolo con il Wittenbergplatz e l'Europa-Center all'angolo con il Breitscheidplatz.
Il fondale prospettico della strada è la Gedächtniskirche.
Nel 1987, in occasione del 750º anniversario di Berlino, all'interno della striscia verde centrale fu posta una scultura di Brigitte e Martin Matschinsky-Denninghoff. La scultura, chiamata proprio Berlin, simboleggiava la divisione della città; dopo la riunificazione è diventata quindi uno dei simboli della riunificazione di Berlino.

## Monumenti e luoghi d'interesse
Sul lato destro:
- al n. 1 l'edificio per uffici "Philipshaus", costruito dal 1948 al 1949 su progetto di Werner Weber[1];
- all'angolo con Breitscheidplatz il centro commerciale "Europa-Center", costruito dal 1963 al 1965 su progetto di Helmut Hentrich e Hubert Petschnigg[2].

Sul lato sinistro:
- al n. 13 il grande magazzino "Defaka", costruito nel 1955 su progetto di Paul Schwebes[3];
- al n. 19 il grande magazzino "Peek & Cloppenburg", costruito dal 1994 al 1995 su progetto di Gottfried Böhm e Peter Böhm[4];
- ai nn. 21-24 il centro commerciale "KaDeWe", costruito dal 1906 al 1907 su progetto di Johann Emil Schaudt, e ricostruito nel 1950 su progetto di Hans Soll[5].

Sul parterre centrale:
- fra Marburger Straße e Nürnberger Straße la scultura "Berlin", opera del 1987 di Brigitte e Martin Matschinsky-Denninghoff[6].